# Sengele (peuple)
Pour les articles homonymes, voir Sengele.

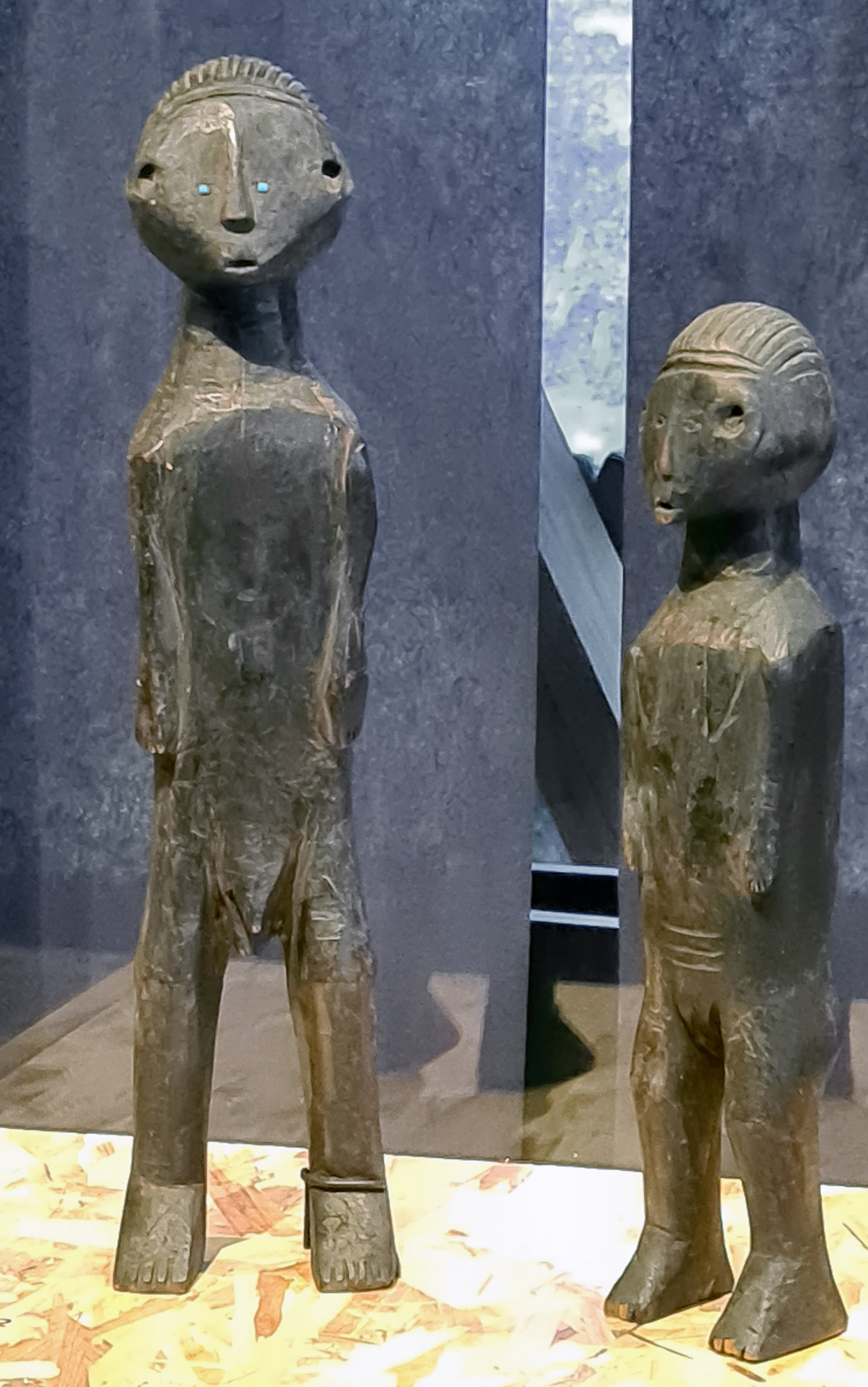
Paire de statues funéraires eteti.

Les Sengele ou Basengele (au singulier Musengele) sont une population bantoue, proche des Mongo, de langue bantoue, vivant au sud-ouest de la République démocratique du Congo, dans la province du Mai-Ndombe (ancien Bandundu), à l'ouest du lac Mai-Ndombe. 
Les groupes culturels géographiquement les plus proches d'eux sont les Boma, les Sakata et les Iyenge.

## Langue
Ils parlent le sengele, une langue bantoue, dont le nombre de locuteurs était estimé à 17 000 en 2002.

## Culture
Comme d'autres populations du sud-ouest congolais — quoique généralement moins connus —, ils pratiquent l'art de la statuaire en bois.
Les couples funéraires eteti étaient placés sur les tombes de personnages importants, à titre commémoratif, mais ne détenaient aucun pouvoir spirituel ou magique. Comme ils étaient exposés aux intempéries, leur durée de vie était réduite et ils sont donc devenus extrêmement rares.
On retrouve ces paires funéraires chez différentes cultures mongo-occidentales (dont les Sengele font partie), mais encore davantage plus au nord, par exemple chez les Gobu de la République centrafricaine.